# ピンクのアオザイの裾を夜風にあそばせ -サウスウインド-
「ピンクのアオザイの裾を夜風にあそばせ -サウスウインド-」は、堀ちえみの引退後、芸能活動復帰してから初めて発表された通算22枚目のシングル。2001年8月17日にSOUTHERN LIGHT RECORDSよりリリースされた。

## 解説
- 堀ちえみをイメージして作詞されたという河島英五ラストソングを、河島英五の長女・河島あみるが作曲し、サザンライト（桂南光）がプロデュースを担当してCD化したものである。堀ちえみにとっては引退前に発表した「愛を今信じていたい」以来、14年ぶりのオリジナルシングル曲となった。

- 河島あみるの結婚式に堀ちえみがアオザイの衣装で出席したことが縁で作られた。

- 河島英五の長男・河島翔馬もフォークギターで参加している。

- インディーズCDでの販売（MBS内ショップと河島あみるの公式サイトのみ）であったが、後年ベストアルバム『Singlesコンプリート』（2007年8月17日） にて初めてアルバム収録された。（c/w「楓の木の下で」も同アルバムにBonus Trackとして収録）

## 収録曲
1. ピンクのアオザイの裾を夜風にあそばせ -サウスウインド-
  - 作詞：河島英五／作曲：河島あみる
2. 楓の木の下で
  - 作詞：堀ちえみ／作曲：河島あみる
3. ピンクのアオザイの裾を夜風にあそばせ -オリジナルカラオケ-
4. 楓の木の下で -オリジナルカラオケ-

## 参加ミュージシャン&スタッフ
- guitar&mandolin：野間義男
- keyboards：渡辺和栄
- guitar：河島翔馬
- sax：岡嶋直樹
- bass：植木宏之
- drums：小前賢吾
- revording&mixing：三輪卓也
- assintant engineer：中村飛鳥
- photographer：佐々木芳郎（フォトライブ）
- stylist：川崎敏宏
- make-up：趙明起（パウダー）
- account：CHIZURU
- art design：GESU/art
- director：谷和彦
- recording at：N.M.G
- produced by：サザンライト（桂南光）